# Mutki
Mutki ehemals Motkan (vor 1941 Miritağ) ist eine Kreisstadt und ein Landkreis in der türkischen Provinz Bitlis. Die Stadt beherbergt knapp acht Prozent der Landkreisbevölkerung.
Der Ort teilt die lange Geschichte der Region und stand unter der Herrschaft verschiedener Reiche und Dynastien. Seit 1514 war Mutki osmanisch. Der osmanische Reisende Evliya Çelebi besuchte 1665 die Gegend und berichtete, dass der Stamm der Mutki das Gebiet beherrschte, aber diese dem Fürst von Bitlis unterstanden. Die Mutki sollen so mächtig gewesen sein, dass sie dem Fürsten 70.000 Soldaten stellen konnten. Im Ersten Weltkrieg eroberten russische Truppen die Gegend und drangen bis Bitlis vor. Die Einwohner Bitlis' flohen nach Mutki. Nach dem Rückzug der Russen und dem Untergang der Osmanen gehörte Mutki seit 1923 der Republik Türkei an.

## Landkreis
Der Landkreis Mutki liegt im Westen der Provinz und grenzt im Norden an die Provinz Muş (Kreis Hasköy und zentraler Landkreis Muş), im Westen an die Provinz Batman (Kreise Sason und Kozluk) sowie im Süden die Provinz Siirt (Kreis Baykan). Provinzintern bilden die Kreise Güroymak und der zentrale Landkreis Bitlis (Merkez) im Osten die Grenze.
Der Kreis hat neben der Kreisstadt noch eine weitere Kleinstadt (Belediye): Kavakbaşı mit 2.441 Einwohnern. Hinzu kommen noch 60 Dörfer (Köy) mit durchschnittlich 453 Bewohnern. Fünf Dörfer haben mindestens tausend Einwohner: Çığır (1.606), İkizler (1.291), Boğazönü (1.245), Koyunlu (1.101) sowie Küllüce (1.000 Einw.).
Mit einer Verwaltungsreform 1867 wurde Mutki Teil des Vilâyet Erzurum. Das Verwaltungszentrum war der Ort Rabat, der 1883 vom Dorf Açıkalan abgelöst wurde. Das Zentrum wurde noch einige Male verlegt, bis es schließlich seit 1941 das Dorf Miritağ – das heutige Mutki – wird. Der Begriff Mutki kommt vom iranischen Motkan und bedeutet „ungenutzter Boden“.